# 錯誤 (刑法)
山口厚『刑法』（第3版）有斐閣。
刑法上の錯誤（さくご）とは、行為者の表象と、現実に存在し発生したところとの間に、不一致が生じていることをいう。この場合にどのような基準で故意を認めるかについて議論がある。大きく分けて、事実の錯誤と法律の錯誤（違法性の錯誤）がある。

## 事実の錯誤
事実の錯誤は、構成要件に関する事実の錯誤と、違法性に関する事実の錯誤に分けられる。
刑法総論において、故意を「構成要件的故意」と「責任故意」に分ける学説が有力であるが、この立場からは、構成要件に関する事実の錯誤は構成要件的故意の成否についての議論であり、違法性に関する事実の錯誤（誤想防衛等）は責任故意の成否についての議論であるといえる。

### 構成要件に関する事実の錯誤
構成要件に関する事実の錯誤は、同一構成要件内の事実の錯誤と、異なる構成要件間の事実の錯誤に分類される。

#### 同一構成要件内の事実の錯誤
客観的事実と認識の食違いが同一の構成要件の範囲内である場合（具体的事実の錯誤とも呼ばれる）。
例えば、殺人罪を行おうとする意思を持ち、客観的にも殺人罪に当たる行為を行った場合である。
客体の錯誤
攻撃の客体の同一性を誤認した場合をいう。
例えばAが、暗がりにいるBを殺そうと思い銃撃したが、実は別人のCであり、Cが死んだ場合である。この場合に、Cに対する殺人罪の故意が認められるかどうかが問題となる。
因果関係の錯誤
行為者が意図していたところと異なった因果経過をたどって、意図していた結果が発生した場合をいう。
例えば、AがBにナイフで襲いかかったが、Bがとっさに横に避けたためナイフは刺さらなかったものの、急に横に避けたため、通りかかった車に衝突して死亡した場合である。
ほかに、AがBにナイフで襲いかかってBを殺し、これを砂浜に捨ててきたところ、実はこのときBは驚いて気を失っただけで命の危険はなかったが、その後砂浜の砂を吸い込んで窒息死した場合がある（遅すぎた結果の発生。「ヴェーバーの概括的故意」の事例ともいう）。
方法の錯誤（打撃の錯誤）
攻撃の結果が、意図していた客体とは別の客体に生じた場合をいう。
例えば、AがBを殺そうと銃撃したが、弾がそれて隣にいたCを撃ち殺した場合である。この場合、Cに対する殺人罪の故意が認められるかどうかが問題となる。

#### 異なる構成要件間の事実の錯誤
客観的事実と認識の食違いが異なる構成要件間で起こった場合（抽象的事実の錯誤とも呼ばれる）。

### 錯誤についての学説
これらの錯誤の諸事例について、抽象的法定符合説と具体的法定符合説と抽象的符合説があるとされる。近時の論争は、前二者及びその中間説の争いであり、最後の抽象的符合説（すべてではなくとも、何らかの構成要件に該当する認識・予見があれば、実際に発生した構成要件該当事実についての故意を肯定しうるとする見解）は構成要件の区別の重要性を否定する点において一般に支持されていない。
現行刑法起草者の考えは具体的法定符合説であるが、判例は（泉二新熊の関与した）大正6年（1917年）の判例変更以降、一貫して抽象的法定符合説に立つ。

#### 抽象的法定符合説
構成要件の範囲で事実と認識の符合があれば足りるとする説であり、構成要件要素という抽象的なレベルでの符合があれば足るとする。
かつては、後述の具体的法定符合説が、法定的符合説の論理を採用するものとの理解が不十分であったため、単に法定的符合説と呼ばれることもある。
具体的には、同一構成要件内の具体的事実の錯誤は、故意を阻却しない、とする。
なぜなら、故意とは、犯罪事実を認識し、規範に直面し反対動機を形成できたにもかかわらず、これを認容する積極的反規範的人格態度であるから、故意が阻却されるか否かは、規範に直面していたか否かによって決すべきであるところ、構成要件は当罰的な行為を抽象化・類型化したものであり、犯罪事実を誤認していても、それが同一構成要件の範囲にあれば、当該類型化された犯罪行為をしてはならないという同一規範に直面していたといえるからである。
違法性に関する通説である行為無価値・結果無価値二元説（折衷説）によれば、行為者は少なくとも人を殺してはいけないという規範に直面し、反対動機（やっぱり止めようという考え）の形成が可能であったのにあえて行為を行った以上、故意を認めるべきとされるのである。
一方、異なった構成要件間にわたる抽象的事実の錯誤は、故意を阻却するとする。なぜなら、行為者は規範に直面していなかったからである。
もっとも、法定的符合説を前提としつつ、ただ、同質で重なり合う構成要件間の錯誤は、重なり合う限度で軽い罪の故意が成立するなどとされる。なぜなら、罪質が重なり合う限度で規範に直面していたといえるからである。
そこで、この修正された法定的符合説を前提に、構成要件の重なり合いの有無の判断基準が問題となるが、「保護法益の共通性と、行為態様の共通性」の観点から考えるとする説が有力である。
例えば、殺人罪と傷害罪／殺人罪と同意殺人罪と自殺幇助罪／強盗罪と恐喝罪と窃盗罪と占有離脱物横領罪／一項詐欺罪と二項詐欺罪／横領罪と業務上横領罪では重なり合い（包摂関係）が認められるとされる。ただ、一般に傷害罪と器物損壊罪の間では重なり合い（包摂関係）は認められないとされる。したがって、傷害のつもりで器物を損壊した場合には、器物損壊罪の故意は成立しないとされる。器物損壊（軽い罪）のつもりで客観的に傷害罪や殺人（重い罪）の結果を生じた場合に、傷害罪や殺人罪の故意は成立しないとするのはもちろんのこと、器物損壊罪の故意も成立しないとする。したがって、この場合器物損壊罪（上限懲役3年）は成立せず、過失致死罪（上限罰金50万円）や過失致傷罪（上限罰金30万円）が成立しうるにとどまる。この点で、抽象的符合説と異なる。
他方、例えば、覚せい剤を輸入する意図でヘロインなどの麻薬を輸入した場合を考えると、行為者は覚せい剤取締法違反（覚せい剤輸入罪）を意図しつつ、麻薬及び向精神薬取締法違反（麻薬輸入罪）を犯している。よって覚せい剤輸入罪の認識はあるが事実がないためこれによって罰することはできず、麻薬輸入罪の事実はあるが認識がない（故意がない）ためこちらでも罰することができないように思われる。しかし最高裁は、この二つの法律は取締りの目的が同一で取締りの方法も類似しており、覚せい剤も麻薬も有害性や外形が似ているため、両罪の構成要件は実質的に重なり合っているとして麻薬輸入罪の故意を認めた。　
どのようなときに異なる構成要件間に重なり合いがあるのかの判断は、上記の最高裁の判断のように、その二つの罪の質的な同一性に求められ、実質的に判断される。

#### 具体的法定符合説
かつては、この説が、法定的符合説の論理を採用するものとの理解が不十分であったため、単に具体的符合説と呼ばれることもある。
現実に発生した行為者の認識したところが具体的に符合していることを要するとする。
この中でも、自然主義的な観点からの符合を要求する純粋具体的符合説は実際には存在しない。
現在主張されている具体的符合説は、構成要件の範囲での符合を要する（この意味で法定的符合説の一種であると称する）が、客体については具体的符合を要求する見解である。
具体的には、具体的事実の錯誤について、客体の錯誤・因果関係の錯誤については故意を認めるが、方法の錯誤については故意阻却するとする。しかし、あまりに故意の成立範囲を狭め、法益保護機能を果たすことができない　と批判される。また、実際上、両者の区別が困難な場合もあると批判される。
この説での抽象的事実の錯誤の扱いについては抽象的法定符合説と同一である。

#### 留意点
客観面での構成要件該当性
錯誤論で故意を議論する上では、犯罪として客観的構成要件要素が満たされていること（つまり行為と結果との間に因果関係が存在すること）が大前提となる。したがって、例えば、人がいると思って拳銃を撃ったが、実は捨てられたマネキンだったという場合、まず、客観面で殺人罪の実行行為があるかは実行行為に関する危険説（具体的危険説）で判定されるし、客観面で器物損壊罪の構成要件要素が満たされるかについては器物損壊罪は「他人の物」への犯罪であるから目的物が他人の所有物であることが必要である。捨てられた物であれば無主物であり、他人の物に当たらない。野良犬・野生の熊の例も無主物であり、他人の物に当たらないが、この例では動物愛護法の複雑な問題が生じる。
未必の故意
錯誤の問題とする以前に、未必の故意が認定できる場合がある。
未遂罪の故意
錯誤論は原則として、既遂罪の故意についての議論である。錯誤論で故意が否定された場合でも未遂罪の故意が成立している場合がある。
小さい罪を犯す意思
小さい罪を犯す意思（認識・認容）で客観的に大きい罪を犯した場合（例　占有離脱物横領のつもりで窃盗にあたる行為）に、小さい罪の故意があることも錯誤論の問題である（なお、この場合占有離脱物横領罪が成立することを論じるうえでは、客観面で窃盗行為は占有離脱物横領行為を含むことに言及されるのが望ましい。）。
故意の数
AがBを狙って拳銃で撃ったところ、弾がBを貫通して、たまたま後ろにいたCにも当たり、Bが負傷しCが死亡したという場合、Bに対する故意とCに対する故意を認めるのが判例及び有力説である（数故意犯説）。
AがBを狙って拳銃で撃ったところ、Bには当たらなかったが、たまたま横にいたCに当たり、Cが死亡したという場合、判例は錯誤論を経てCに対する故意だけを認めるが、有力学説はBに対する故意とCに対する故意を認める（実行行為の数についても同様の議論がありうる）。
このように、1人を殺すという1つの意思から複数の故意を認めることについては、故意の創設にあたるとの批判もあるが、意思は事実であり故意はそれを法的に評価した結果であって、1つの事実に複数の法的評価が成立しうることには問題はないとする説が有力である。
因果関係の錯誤
因果関係の錯誤の場合は、錯誤の問題とする前に、客観的要素としての因果関係の成否が問題となることが多い。
因果関係の錯誤の場合、客観的に結果との因果関係（条件関係と相当因果関係）が存在しないなら、錯誤論において故意は成立しない　とする説が有力である。因果関係がない場合、構成要件の範囲を逸脱し構成要件の範囲内での符合がないからである。ただし、この場合でも、未遂罪としての故意は成立しうることに注意を要する。

### 違法性に関する事実の錯誤（違法性阻却事由の錯誤：誤想防衛、誤想避難）
違法性に関する事実の錯誤ないし違法性阻却事由の錯誤とは、その名の通り、自分の行為には違法性阻却事由があるため違法ではないと勘違いしていた場合をいう。
違法性阻却事由とは、通常なら違法とされる行為でもこれを備えていれば例外的に違法とはされず、犯罪として処罰されないという条件のことをいう。典型的には正当防衛や緊急避難のことである。つまり、ある人を殴ってもそれが自分の生命を守るためにされた正当防衛であるならば暴行罪は成立しない、という場合の正当防衛が違法性阻却事由にあたる。この違法性阻却事由がないのにあると勘違いして行動した場合が違法性阻却事由の錯誤であるが、これを事実の錯誤と考えるのか、違法性の錯誤と考えるのかについては争いがある。まずはこれが問題となる事例を挙げる。
- Aが道を歩いていたところ、向かいから歩いてくるBが突然手を振り上げた。Aは襲われたと思って反撃し、Bの顔面を殴りつけた。しかしBはたまたまAの後ろを歩いていた友人に手を振っただけで、Aが襲われたわけではなかった。

Aの行為は暴行罪の構成要件にあてはまる。事実BがAに襲いかかってきたのだとしたら、その行為は自己を守るための正当防衛であり、違法性が阻却され、犯罪は成立しない。しかし現実には正当防衛になるような状況がなかった（正当防衛を規定した刑法36条1項にいう「急迫不正の侵害」がなかった）のであるから正当防衛にはなり得ないと解するのが一般である。ただAが正当防衛の要件があるという誤った想像をしていただけなのである。これを誤想防衛といい、違法性阻却事由の錯誤における典型例である。
- 違法性の錯誤説

誤想防衛においては構成要件的事実の認識はあり、ただ単に自己の行為が違法であるかどうかという評価を誤っただけなのであるから違法性の錯誤（法律の錯誤）の問題であると考える立場。これは厳格責任説を採る論者の立場から主張されている。厳格責任説では責任故意の概念を認めず、責任能力と期待可能性の他には違法性の意識（の可能性）のみが責任要素を構成すると考えるので、故意といった場合には構成要件段階における故意（構成要件的故意）のみを指すとする。そして構成要件に該当する事実（殺人罪なら「人を殺す」ことであり、窃盗罪なら「他人の物を盗む」ということ）を認識している以上構成要件的故意が認められ、責任段階での責任故意を否定するので、違法性阻却事由に関する事実の錯誤は故意を阻却せず、違法性の錯誤の問題にすぎないという結論になる。後述する他説に比べ、理論的な難点は少ないとされる（もっとも、厳格責任説自体への批判は強い）が、安易に違法性阻却事由ありと誤信したに過ぎない者には故意犯が成立する結論が妥当でないという理由で少数説にとどまる。
- 故意を否定する説（事実の錯誤説等）

安易に誤信したとしても故意犯は成立しないと考えるのが通説である。この立場の論者には、違法性阻却事由について勘違いがあるために自分の行為が許されると思い込む者は、構成要件的故意のない者と同様に扱うべきである、との考え方が共通している。そして、故意犯とならないとしても、安易に誤信した場合は別途過失犯に問えるとし、これが「落としどころ」として穏当な結論と考えられていることも支持の多い理由のひとつである。
ただし、「故意がないのと同様に扱う」ための理論構成は下記のように種々考えられているが、それぞれ難点が指摘されている。
1. 構成要件的故意を観念しない説。この場合、構成要件事実に対する故意と同時に、違法性阻却事由不存在に対する故意も、犯罪論の責任（阻却）段階で判断することになる。しかし、そもそも構成要件的故意を観念しないことへの批判がある。
2. 違法性阻却事由の存在を構成要件の一部に取り込む説（消極的構成要件要素の理論）。この場合、違法性阻却事由不存在に対する故意は構成要件的故意にあたるので、他の構成要件的故意の不存在と同様に扱える。しかし、構成要件と違法性阻却を同列に取り扱うことへの批判が強い。
3. 構成要件的故意と別に、責任故意を観念する説（第三の錯誤説）。この場合、故意犯の構成要件に該当し違法性も認められるが、故意犯としての責任が阻却されて故意犯不成立、という論理を経る。このとき、さらに過失犯の検討もするとすれば、故意犯の構成要件に該当したものがなぜ過失犯の構成要件に該当することがあるのか（ブーメラン現象）、構成要件的故意・過失を認めたことと矛盾するのではないか、という批判がある。
4. 故意は責任要素ではなく違法要素であるという立場を前提として、故意不法不存在を可罰的違法性阻却事由とする説。ちょうど、第三の錯誤説にいう責任故意阻却の判断を、違法性の段階で行うようなものである。やはりブーメラン現象であるとの批判が妥当する。
5. 他、法効果指示説等、日本に輸入されずほぼドイツのみで主張されている説もある。

誤想防衛には3つのパターンがある。
1. 「急迫不正の侵害」がないのにあると思い込み、相当な手段で反撃した。
2. 「急迫不正の侵害」がないのにあると思い込み、過剰な手段で反撃したが行為時にその認識がなかった。
3. 「急迫不正の侵害」がないのにあると思い込み、過剰な手段で反撃し行為時にその認識があった。（有名な「勘違い騎士道事件」がこれに該当する）

これを具体的に考えると、以下のようになる。
1. 木の棒で襲われたと思い込み、その場にあった木の棒をとっさにつかんで反撃した。
2. 木の棒で襲われたと思い込み、その場にあった鉄の棒をとっさにつかんで反撃したが行為時に木の棒であると認識していた。
3. 木の棒で襲われたと思い込み、その場にあった鉄の棒を鉄の棒であると認識した上で反撃した。

1と2は誤想防衛、3は誤想過剰防衛と呼ばれ、特に2は「急迫不正の侵害があった」という正当防衛状況の誤信と「反撃手段が相当である」という相当性の誤信があるため二重の誤想防衛と呼ばれる。ちなみに、勘違い騎士道事件は、過剰な反撃行為についての認識はあったがその行為が相当な手段であると思い込んだ（勘違いした）だけであるので、正当防衛状況の誤信はあったが相当性の誤信があったとはいえない（あてはめの錯誤にすぎない）。上記の具体例で言えば、「木の棒で襲われたと思い込み、その場にあった鉄の棒を鉄の棒であると認識した上で鉄の棒が反撃手段として相当であると思い込んで反撃した」に該当し、類型上3に含まれる。過剰性についての認識がなかったこと（客観的には過剰と判断されてしまうその行為そのものについて誤って認識していたこと）と、過剰性についての認識はあったが過剰性がないと思い込んだこと（客観的には過剰と判断されてしまうその行為について正しく認識していたがその行為が反撃手段として相当であるという誤った判断をしたこと）は、それぞれ相当性の誤信、あてはめの錯誤にあたり全く別の段階の問題である。

## 法律の錯誤（違法性の錯誤）
違法性の錯誤とは、発生した違法な事実については認識があり認識通りの結果が発生しているが、自分の行為は「違法ではない」と思い込んでいた場合である。これには法の不知と当てはめの錯誤という二つの類型がある。以下、具体例を挙げて説明する。
- 法の不知

大麻を所持することが一定の条件の下において合法とされている国に育ったAが、出身国で合法的に大麻を入手し、それを持ったまま日本へ入国した。Aは日本において大麻を所持することが処罰の対象になるということを知らなかった。
Aは大麻の所持を禁止する法律の存在それ自体を知らなかった。これが法の不知による違法性の錯誤である。
- 当てはめの錯誤

Aは自転車を盗まれて悲嘆にくれていたところ、数日後に自分の自転車がBの家のガレージにおいてあるのを発見した。Aはその自転車をガレージから出して、自分の家に持ち帰った。
Aの行為は通常ならば窃盗罪にあたるが、Aとしては自分の自転車を持ち帰って何が悪い、違法な行為であるはずがないと考えていた。しかし現在の通説や判決例によれば、この場合には窃盗罪が成立してしまう可能性が高い（司法の判断に待つべきであるところを自分の判断にて行う「自救行為」として処罰の対象となる）。
つまりAは違法なことをしているのにその自分の行為について「違法ではない」という誤った評価を下してしまっている。これが当てはめの錯誤である。
法律の錯誤（違法性の錯誤）の場合、すなわち違法性の意識が欠ける場合に故意（責任故意）ないし責任が阻却されるか、38条3項に関連して争いがある。
この問題の前提として、まず、これを故意（責任故意）の問題とするか、故意以外の責任要素の問題とするかの争いがあり、故意説は故意（責任故意）の問題とする。これに対して、責任説は故意犯と過失犯に共通する問題として故意（責任故意）以外の責任要素の問題とする。
- 制限故意説

制限故意説は、故意（責任故意）の問題としつつ、違法性の意識は責任故意の要件ではなく、ただ違法性の意識の可能性は責任故意の要件とする。責任主義の見地からは違法性の意識を要件とすべきだが、他方で確信犯の処罰の必要性からは違法性の意識を要件とすべきではなく、違法性の意識の可能性があれば人格形成における反規範的人格態度を認めうる点で違法性の意識がある場合と同質といえるからである。
制限故意説によれば、38条3項の解釈は、本文の「法律を知らなかった…」とは「違法性の意識を欠くこと」ではなく、「法律の規定を知らないこと」を意味し、法律の規定を知らないだけでは責任故意は阻却されないことを意味するとされ、ただし書の「情状により…」は、違法性の意識を欠いたが、その可能性があったとき、責任故意は阻却されないが、刑を減軽し得る旨定めたものとされる。
結局、制限故意説によれば、違法性の意識を欠き違法性の意識の可能性もなかったときは、責任故意は阻却されるが、違法性の意識を欠きつつも違法性の意識の可能性があったときは、責任故意は阻却されない。ただし、違法性の意識の可能性があっても、それが困難であったときは責任が減少し、刑を減軽し得る（38条3項ただし書）。
- 責任説

他方、責任説は、故意以外の責任要素の問題としつつ、その責任要素として違法性の意識は要件でなく、ただ違法性の意識の可能性は要件とする。

## 不実の告知
特定商取引法には不実告知の禁止（13条2）と罰則が規定されている。